# Autojaure-Bleriken
Autojaure-Bleriken är en sjö i Vilhelmina kommun i Lappland och ingår i Ångermanälvens huvudavrinningsområde. Sjön har en area på 0,215 kvadratkilometer och ligger 901 meter över havet. Sjön avvattnas av vattendraget Rufsenbäcken.

## Delavrinningsområde
Autojaure-Bleriken ingår i det delavrinningsområde (721051-145442) som SMHI kallar för Utloppet av Autojaure-Bleriken. Medelhöjden är 996 meter över havet och ytan är 3,86 kvadratkilometer. Det finns inga avrinningsområden uppströms utan avrinningsområdet är högsta punkten. Rufsenbäcken som avvattnar avrinningsområdet har biflödesordning 2, vilket innebär att vattnet flödar genom totalt 2 vattendrag innan det når havet efter 382 kilometer. Avrinningsområdet består mestadels av kalfjäll (94 procent). Avrinningsområdet har 0,21 kvadratkilometer vattenytor vilket ger det en sjöprocent på 5,5 procent.